# Propithecus verreauxi
Propithèque de Verreaux
Espèce
Statut de conservation UICN

 CR  A2cde+3cde+4cde : 
En danger critique
Statut CITES
Le Propithèque de Verreaux, ou Sifaka de Verreaux ou encore simplement Sifaka (Propithecus verreauxi) est un lémurien de la famille des indridés. Ce primate se rencontre dans le Sud-Ouest de Madagascar où il est endémique. Il est grandement menacé d'extinction malgré sa distribution étendue.

## Description
Propithecus verreauxi est certainement le plus petit représentant du genre. Il mesure entre 40 et 48 cm et pèse entre 3,0 et 3,5 kg. Sa queue, plus longue que le corps, mesure jusqu'à 60 cm. Son pelage, épais et long, est entièrement blanc, à l'exception d'une « couronne » de poils brun foncé sur le sommet du crâne. Les mains, les pieds et la face sont noirs et les poils épars de la surface ventrale laisse entrevoir la peau et donne une teinte grise à l'abdomen.
Certains individus présente des zones foncées sur la poitrine, le dos et l'intérieur des membres. Cette variante était anciennement considérée comme un sous-espèce distincte : Propithecus verreauxi majori, Rothschild, 1894. On rencontre également des individus entièrement blancs au milieu de groupes d'individus à la coloration plus typique.

## Écologie et comportement
Ils s'organisent en bande de 4 à 8 individus des deux sexes. Les femelles dominent socialement les mâles. Les jeunes tètent jusqu'à l'âge de 6 mois. Ils mangent principalement des feuilles et des fruits, parfois des fleurs ou l'écorce de certains arbres. Ils mangent également les jeunes feuilles et bourgeons riches en protéines. Ses pattes puissantes permettent à ce curieux animal de se déplacer d'arbres en d'arbres en exécutant de grands bonds. A terre, il est aussi capable de prouesse, effectuant des sauts en longueur allant jusqu'à 4 mètres.

## Répartition géographique et habitat

Répartition de l'espèce à Madagascar.

Le Sifaka de Verreaux occupe une aire de répartition étendue dans le Sud et l'Ouest de Madagascar. On suppose que la limite septentrionale de sa distribution est le fleuve Tsiribihina, alors qu'au Sud-Est on le rencontre jusqu'aux alentours de Tôlanaro. Bien que la Réserve privée de Nahampoana compte quelques groupes de Propithecus verreauxi, il y a certainement été introduit car il n’apparaît pas ailleurs dans un pareil environnement de forêt tropicale humide.

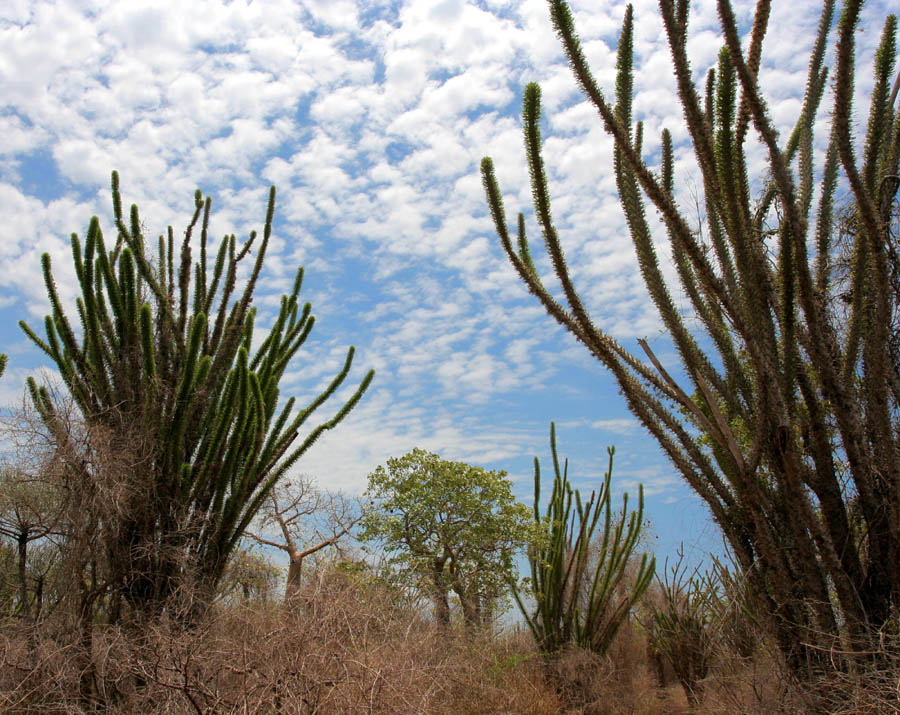
forêts épineuses constituée notamment dAlluaudia, paysage de Tuléar, où évolue le Sifaka de Verreaux.

Son habitat typique est constitué des forêts sèches caducifoliées  de basse et moyenne altitude (jusqu'à 1 300 m) qui couvrent ces régions. On retrouve également ce lémurien dans les fourrés épineux, les savanes arborées et les mangroves. Si la densité d'individus varie en fonction de ces différents environnements, même les plus petits fragments de forêt peuvent accueillir une population non négligeable.